# Метрополітен Урумчі
Метрополітен Урумчі (спрощ.: 乌鲁木齐地铁, ئۈرۈمچى مېتروسى) — метрополітен міста Урумчі, столиці Синьцзян-Уйгурського автономного району, Китай. Введено в експлуатацію 25 жовтня 2018
Лінія 1 сполучає аеропорт Урумчі Дівопу через центр міста та закінчується на Південному автовокзалі (南郊 客运站). Загальна довжина 26,5 км, 21 підземна станція.
Згідно з переглянутим планом муніципальних залізничних транзитних мереж Урумчі до 2025 року в центральній частині буде побудовано 8 ліній загальною протяжністю 257 км.

## Історія
- У вересні 2011 року Лінія 1 пройшла екологічну оцінку.
- У листопаді 2012 року Національна комісія з розвитку і реформи затвердила план будівництва на найближче майбутнє (2012—2019 роки).
- У березні 2014 року розпочалося будівництво Лінії 1.
- У листопаді 2015 року розпочалося будівництво Лінії 2.
- У жовтні 2016 року Національна комісія з розвитку і реформ затвердила План будівництва на 2016—2021 роки.
- У листопаді 2016 року розпочався перший етап будівництва Лінії 3.
- У березні 2017 року розпочався перший етап будівництва Лінії 4.
- 25 березня 2018 на північній пусковій ділянці лінії метро 1 розпочалася тестова експлуатація[3]
- 25 жовтня 2018 — офіційне відкриття початкової дільниці з 12 станцій.
- 28 червня 2019 — розширення Лінії 1 на 9 станцій та 11 км[4].

## Лінії
Всі станцій в місті підземні, обладнані платформними розсувними дверима.
| №       | Дата відкриття | Останнє продовження | Кількість станцій | Кінцеві станції                       | Довжина в км | Кількість підземних станцій |
| ------- | -------------- | ------------------- | ----------------- | ------------------------------------- | ------------ | --------------------------- |
| Лінія 1 | 25 жовтня 2018 | 28 червня 2019      | 21                | «International Airport» — «Santunbei» | 27,6         | 21                          |

### Розвиток
- 2 лінія — 44,4 км, будується.
- 3 лінія — 23,5 км, будується.
- 4 лінія — 20,7 км, будується.